# Al die verloren paradijzen...
Al die verloren paradijzen... Van en over Louis Couperus is een bundel essays van Frédéric Bastet over de Nederlandse schrijver Louis Couperus.

## Geschiedenis
In 1980 publiceerde de archeoloog Frédéric Bastet (1926-2008) zijn essaybundel Een zuil in de mist over Louis Couperus (1863-1923) waarin hij verspreid gepubliceerde artikelen over de schrijver opnam. Toen al gold hij als gedoodverfde biograaf van Couperus. Die biografie verscheen in 1987. Maar ook daarna publiceerde hij nog geregeld over Couperus, hield lezingen en werd erevoorzitter van het in 1996 opgerichte Louis Couperus Genootschap. In 2001 vierde Bastet zijn 75e verjaardag; naar aanleiding daarvan werden essays die na zijn biografie uit 1987 over Couperus waren verschenen in dit boek gebundeld. Het boek werd gepresenteerd tijdens een voor Bastet georganiseerde feestelijke bijeenkomst op 23 september 2001, waarbij hij tevens de versierselen kreeg opgespeld behorend bij zijn benoeming tot ridder in de Orde van de Nederlandse Leeuw.

### Uitgave
De uitgave bevat verschillende essays van Bastet die na 1987 waren verschenen. De selectie was, blijkens het voorwoord, in overleg met de auteur tot stand gekomen. Deze laatste had bovendien alle essays opnieuw doorgenomen en herzien. Tevens waren nu verwijzingen opgenomen naar de inmiddels compleet verschenen reeks van 50 delen van de Volledige Werken van Couperus. De bundel sloot af met zeven commentaren die Bastet had geschreven bij heruitgaven van het werk van Couperus, zoals die bij Aan den weg der vreugde en Korte arabesken. Van de uitgave verscheen slechts een druk.
De publicatie is genoemd naar het langste essay uit de bundel dat de briefwisseling van 39 brieven omvat met de Italiaanse vriendinnen Emma en Bona Garzes die Gerda van Woudenberg nog heeft ontmoet en die de brieven indertijd kon kopen; dat laatste deed Van Woudenberg niet waarna de briefwisseling in 1953 in Amsterdam werd geveild en via Johan Polak in handen kwam van Jan Eekhof. Via deze laatste zijn de brieven inmiddels openbaar bezit. Voor Bona Garzes schreef Couperus het gedicht Incantatie. Van een stervenden genius in haar liber amicorum.